# Carrières-sous-Poissy
Carrières-sous-Poissy – miejscowość i gmina we Francji, w regionie Île-de-France, w departamencie Yvelines. Przez miejscowość przepływa Sekwana. 
Według danych na rok 1990 gminę zamieszkiwały 11 353 osoby, a gęstość zaludnienia wynosiła 1579 osób/km² (wśród 1287 gmin regionu Île-de-France Carrières-sous-Poissy plasuje się na 225. miejscu pod względem liczby ludności, natomiast pod względem powierzchni na miejscu 539.).